# Universal Studios United Kingdom
 (février 2025).
Motif : projet pour 2030 !! absence de pérennité des sources. Création prématurée !!
- Archive Wikiwix
- Bing
- Cairn
- DuckDuckGo
- E. Universalis
- Gallica
- Google
- G. Books
- G. News
- G. Scholar
- Persée
- Qwant
- (zh) Baidu
- (ru) Yandex
- (wd) trouver des œuvres sur Wikidata

| 1. | Préciser le motif de la pose du bandeau. | Précisez le motif de la pose du bandeau en utilisant la syntaxe suivante : {{admissibilité à vérifier\|date=juin 2025\|motif=remplacez ce texte par le motif}}                                        |
| 2. | Informer les utilisateurs concernés.     | Pensez à avertir le créateur de l'article, par exemple, en insérant le code ci-dessous sur sa page de discussion : {{subst:avertissement admissibilité à vérifier\|Universal Studios United Kingdom}} |

Universal Studios United Kingdom est un parc d'attractions et de complexe touristique situé dans la ville de Bedford en Angleterre, à 82 km de Londres. Le parc à thème serait exploité par Universal Destinations & Experiences, une division de NBC Universal. Il s'agira du premier parc Universal au Royaume-Uni et en Europe.

## Histoire
En septembre 2023, la maison mère de NBC Universal, Comcast, a enregistré les noms de domaines UniversalStudiosGreatBritain.com et UniversalGreatBritain.com.
Le 1er décembre 2023, Comcast a acquis la société de construction et de développement Cloud Wing UK et a pris le contrôle de ses actifs, notamment un terrain de 192 hectares à Bedford en Angleterre.
Le projet est officiellement présenté le 19 décembre 2023. Une consultation locale est effectuée en mai 2024.
Le 9 avril 2025, le premier ministre, Keir Starmer, confirme le soutien du gouvernement britannique au projet, dont la construction devrait commencer en 2026, et l'ouverture est prévue pour 2031. Un premier concept art officiel est également publié. D'après les estimations d'Universal, le projet pourrait générer près de 50 milliards de livres sterling d'ici 2055, environ 28 000 emplois, et 8,5 millions de visiteurs la première année.